# Zhoř (okres Brno-venkov)
Zhoř (německy Zhorz) je obec v okrese Brno-venkov v Jihomoravském kraji. Rozkládá se na okraji Boskovické brázdy a přírodního parku Lysicko, přibližně 8 kilometrů severovýchodně od Tišnova, v katastrálním území Zhoř u Rohozce. Žije zde 76 obyvatel.

## Název
Název vesnice je totožný se starým obecným jménem zhoř (ženského rodu) – „vypálená půda“ (odvozeným od slovesa shořeti). Toto jméno, jímž se označovaly vsi, které vznikly na půdě získané vypálením lesa či křovin, bylo typické pro oblast západního Tišnovska, Velkomezeříčska a Jihlavska a mělo stejný význam jako žďár, ale je starší. V pozdějších dobách jmenný rod kolísal (v místní mluvě je mužského rodu).

## Historie

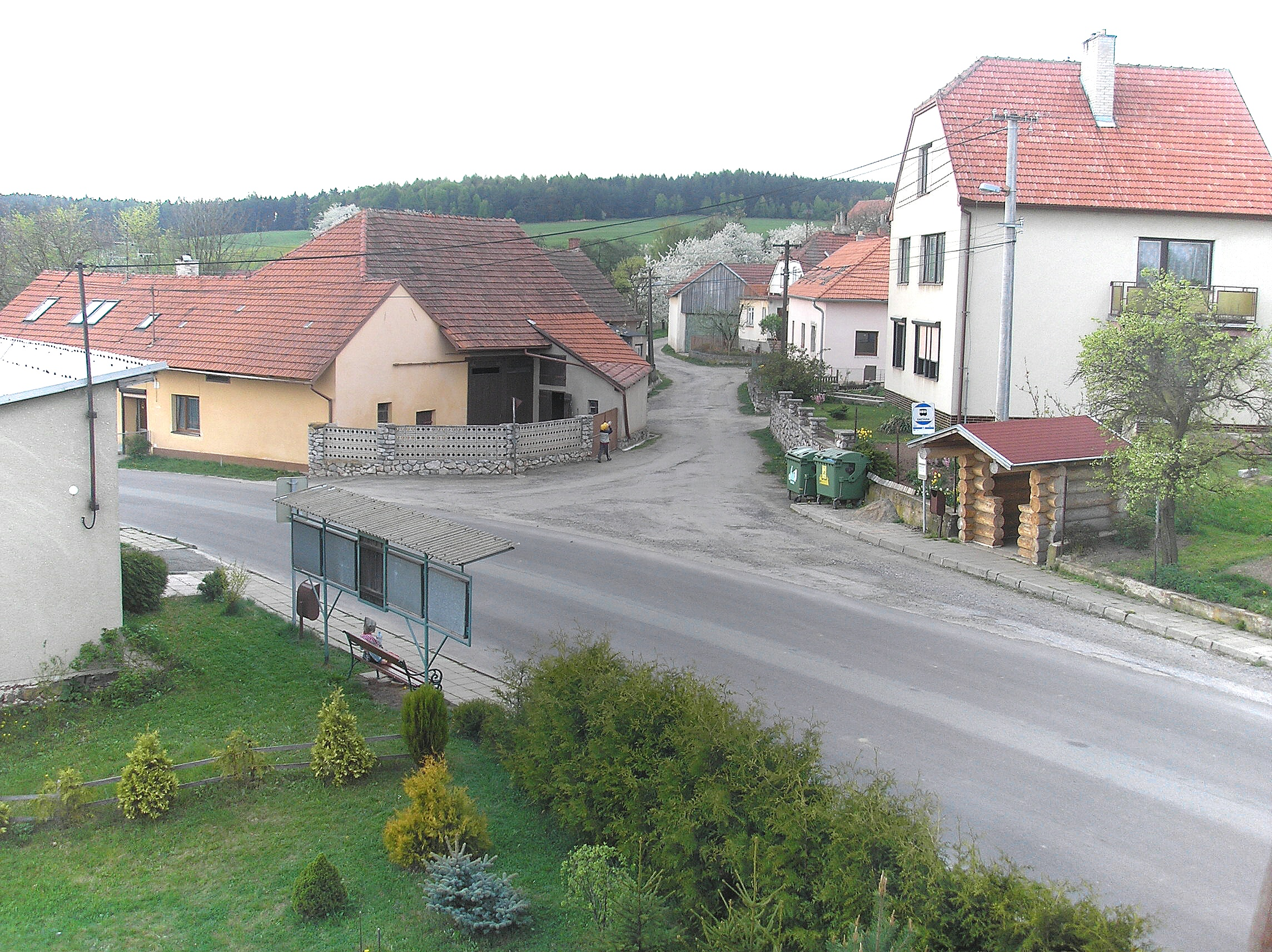
Střed obce

Území obce spadá do oblasti kolonizované od 13. století v návaznosti na založení tišnovského kláštera, jejímž přirozeným centrem je městys Lomnice.
První písemná zmínka o obci Zhoř pochází z roku 1348. Byla zemědělskou osadou o malém množství domů a několika desítkách obyvatel. V roce 1880 to bylo 114 obyvatel. Po celou dobu si Zhoř uchovala ráz zemědělské krajiny.
Nejsou zde žádné významné historické památky a ani velké stavby pro průmysl či zemědělství. Do druhé poloviny 20. století bylo všechno obyvatelstvo katolické. Proto zde byla v roce 1872 postavena kaplička zasvěcená Cyrilu a Metodějovi. U kaple byl v roce 1892 postaven kamenný kříž a v roce 1900 malá kaplička pod lípou u silnice k Rašovu, zasvěcená Panně Marii Lurdské. Další tři kříže byly postaveny u cest od Zhoře směrem k Rašovu, Brťovu a na rozcestí polních cest.
Od roku 1850 do druhého desetiletí 20. století byla Zhoř součástí Rašova. Od roku 1896 patřila Zhoř do nově vzniklého okresu Tišnov, od roku 1961 pod okres Blansko. Od roku 2007 patří pod okres Brno-venkov.

## Obyvatelstvo
| Rok            | 1869 | 1880 | 1890 | 1900 | 1910 | 1921 | 1930 | 1950 | 1961 | 1970 | 1980 | 1991 | 2001 | 2011 | 2021 |
| -------------- | ---- | ---- | ---- | ---- | ---- | ---- | ---- | ---- | ---- | ---- | ---- | ---- | ---- | ---- | ---- |
| Počet obyvatel | 113  | 114  | 109  | 110  | 113  | 104  | 106  | 103  | 96   | 87   | 73   | 55   | 59   | 63   | 74   |
| Počet domů     | 18   | 18   | 18   | 19   | 20   | 20   | 20   | 21   | 19   | 18   | 18   | 20   | 20   | 21   | 23   |

Vývoj počtu obyvatel

## Pamětihodnosti

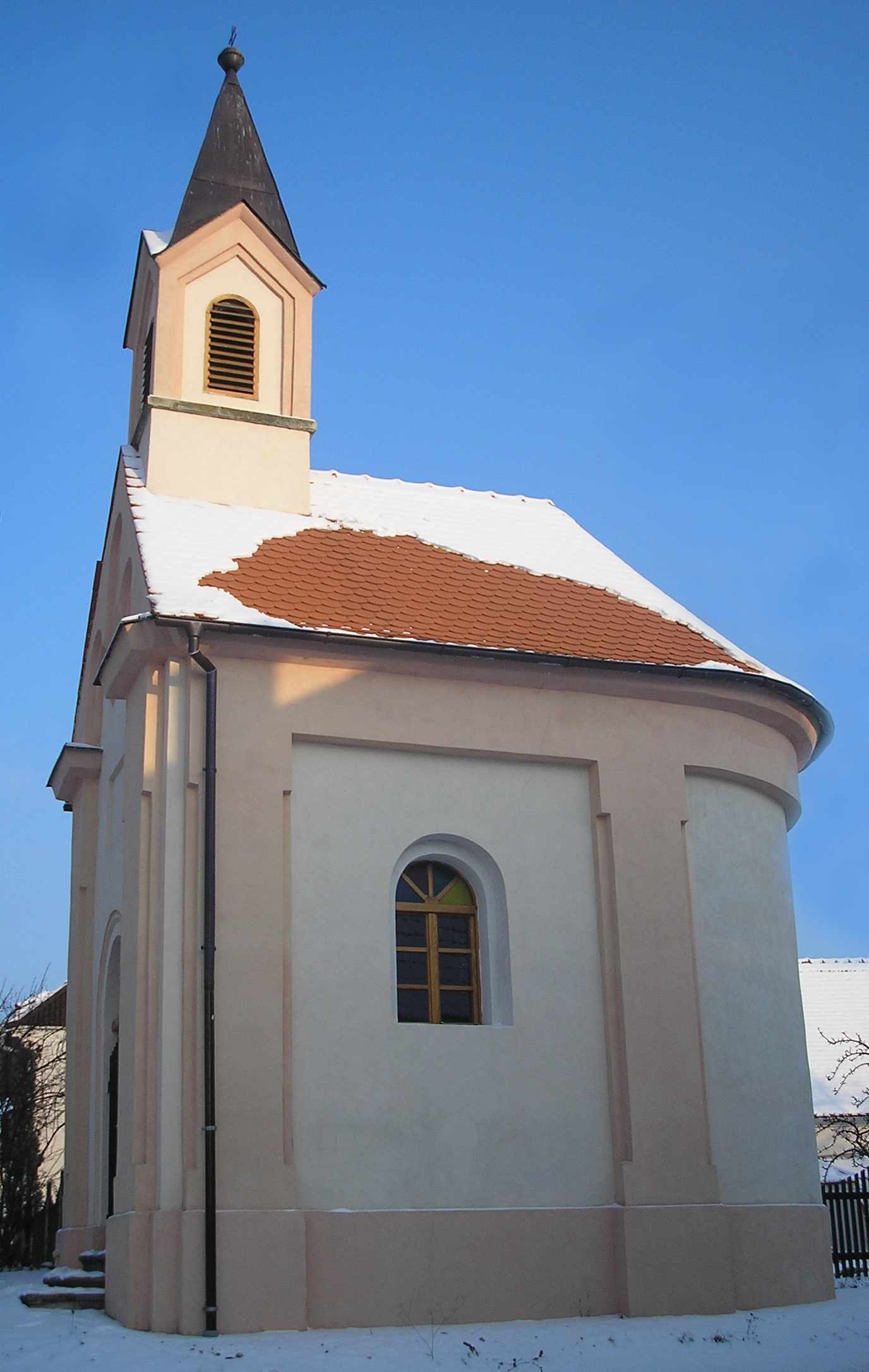
Kaple svatého Cyrila a Metoděje

- Kaple svatého Cyrila a Metoděje

## Příroda

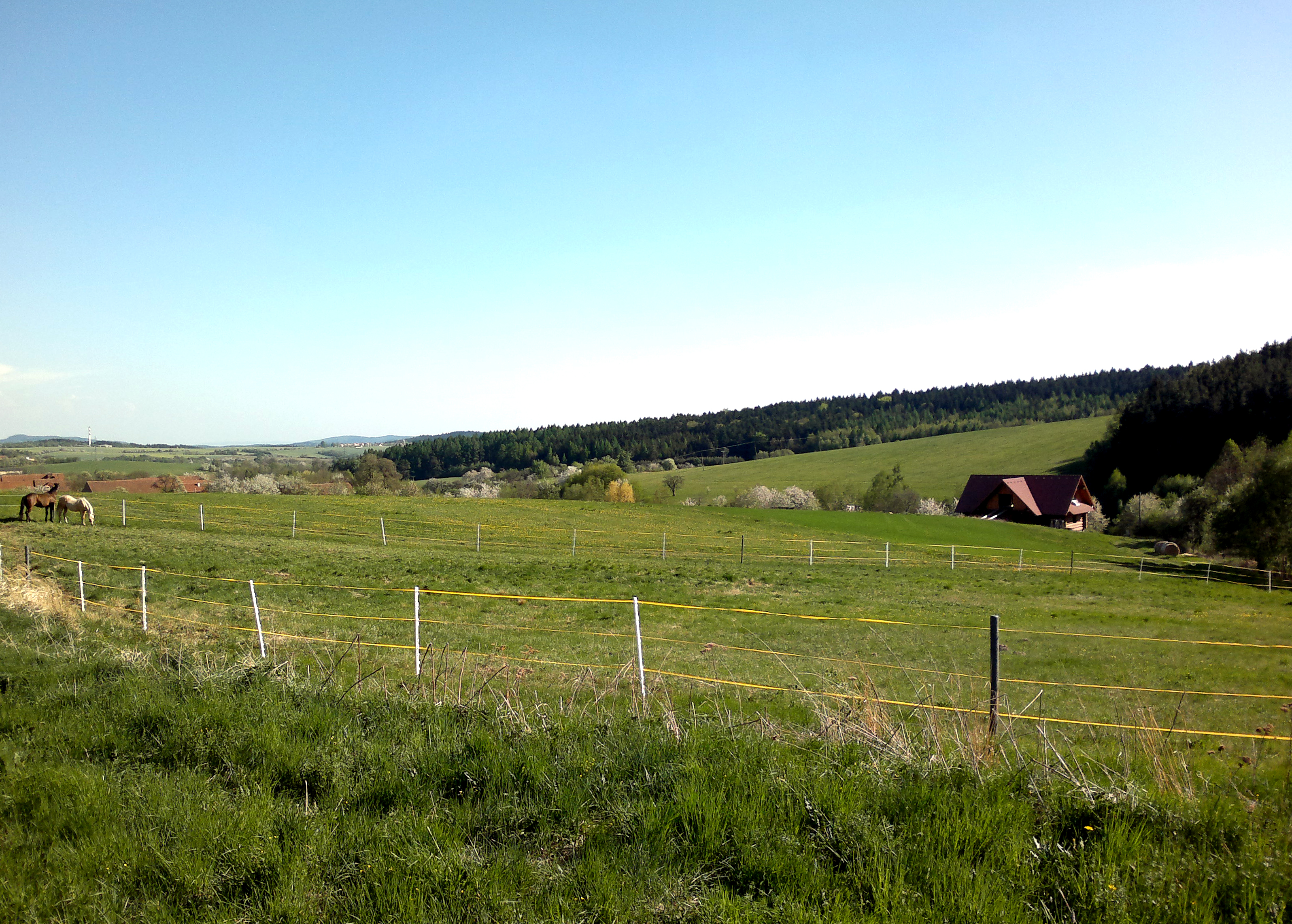
Okolí Zhoře

Krajina okolí Zhoře si zachovává především zemědělský ráz. Vyskytují se zde rostliny typické pro dané klimatické podmínky. Na travnatých plochách traviny z čeledi lipnicovitých, na podmáčených plochách pak často z čeledi pryskyřníkovitých. Původní lesní porost smíšeného lesa, především dubů a buků, byl činností člověka výrazně pozměněn. Převážná většina lesa je tvořena smrkem ztepilým a borovicí lesní. Jen na podmáčených plochách se drží typické druhy vrb a olší. Vitalita dřevin je dobrá vlivem lesního hospodářství a obnovováním lesa. Na území se vyskytují charakteristické druhy živočichů bez výrazně chráněných druhů.
Zemědělská plocha byla dříve mechanicky obdělávaná pro pěstování obilovin a okopanin, dnes je téměř celá zatravněná, což má vhodný protierozní důsledek. Slouží k produkci sena a spásání dobytkem. Vodní plocha je zde velmi malá, ale výraznou část krajiny tvoří podmáčené louky a mokřady. Ty slouží pro úkryt živočichů, bohatý výskyt fauny a flory.

### Biogeografické členění

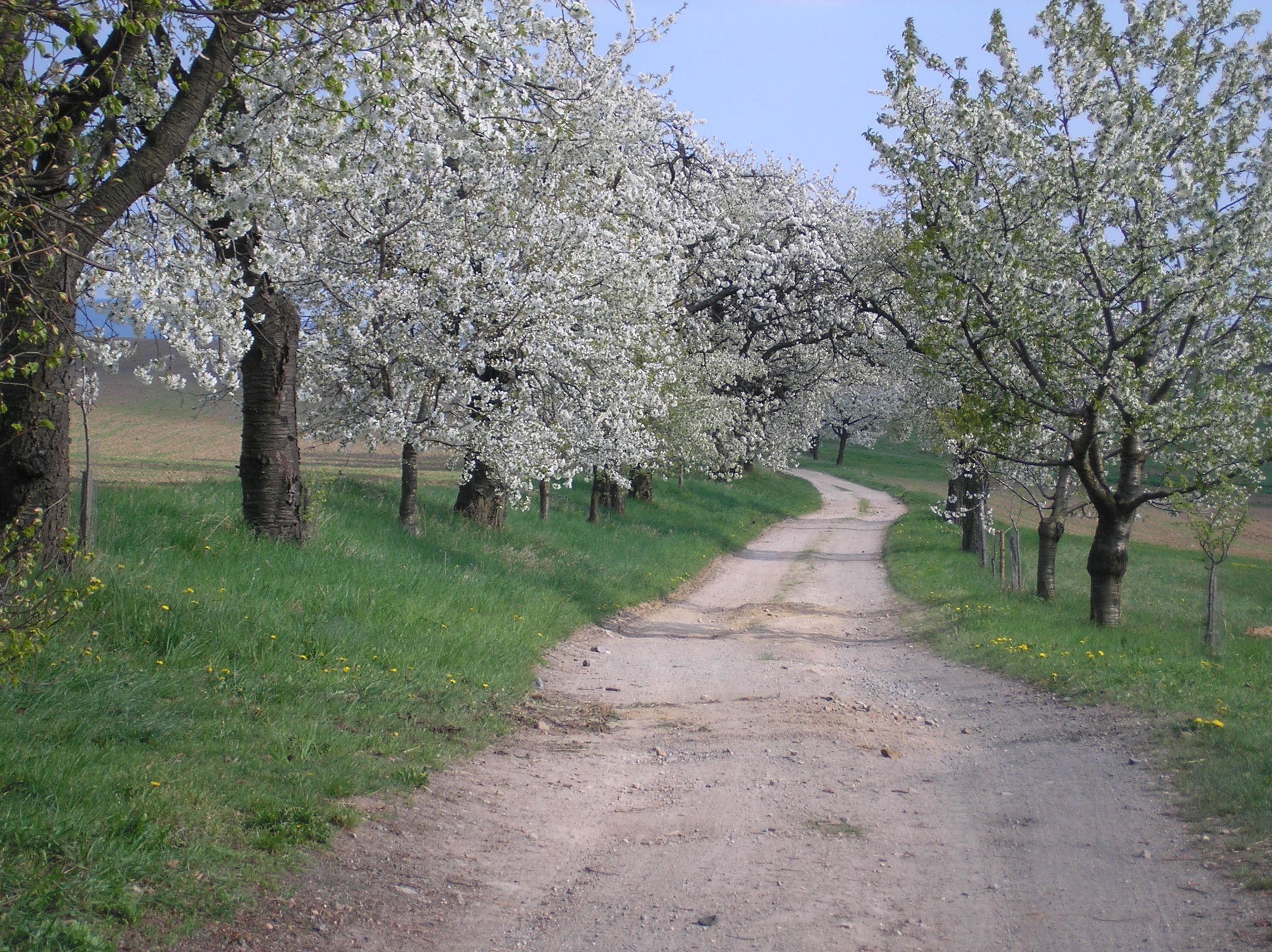
Třešňová alej u Zhoře

Území obce spadá do provincie středoevropských listnatých lesů, hercynská podprovincie, Sýkořského biogeografického regionu.

### Geomorfologické členění
Intravilán obce se nachází na samém okraji Žernovnické hrásti v rámci geomorfologického celku Boskovické brázdy v České vysočině. Západní a severní část katastru obce spadá do Sýkořské hornatiny v Hornosvratecké vrchovině.

### Pedologické poměry
Převažujícím půdním typem je kambizem typická a její kyselé varianty, které přechází do půd hnědých až obdělávaných kultizemí. V údolích blízko vodních toků, se pak nachází půdy mírně oglejené. Tyto půdy jsou hluboké až středně hluboké. Na výsušných lokalitách, mělkých půdách, pak rankery a litozemě.

### Hydrologické poměry
Oblast spadá pod hlavní povodí řeky Moravy, do dílčí části řeky Svratky. Odvodňována je potokem Lubě, který v katastru Zhoře pramení. Malá část území je také odvodňována potokem Křížovským. Je zde Zhořský mokřad se zachovalými mokřadními bioty. Schopnost krajiny zadržet vodu je velmi malá.

### Klimatické podmínky
Oblast spadá do klimatické oblasti MT 7 (Quitt 1971). Klima mírně teplé oblasti.
Nejbližší klimatická stanice Tišnov-Hájek.